# Ницкулина
Ницкулина [(пол. Nickulina (potok)] — річка в Польщі, у Живецькому повіті Сілезького воєводства. Права притока Соли, (басейн Балтійського моря).

## Опис
Довжина річки 6,92 км, найкоротша відстань між витоком і гирлом — 4,77 км, коефіцієнт звивистості річки — 1,45; площа басейну водозбору 11,64 км².

## Розташування
Бере початок на північно-східних схилах Сухої Гори та на західний схилах Редикальної Вершини у Бескиді Живецькому. Спочатку тече переважно на південний захід через Ницкулину, потім тече на північний захід і у селі Райча впадає у річку Солу, праву притоку Вісли.

## Цікавий факт
- На правому березі річки на відстані приблизно 1 км розташований Парк «Поляна Сухої Гори».